# Ayumi hamasaki DOME TOUR 2001 A
『ayumi hamasaki DOME TOUR 2001 A』（アユミ・ハマサキ・ドーム・ツアー・2001・エー）は、浜崎あゆみが2001年に行ったドームツアー。2001年12月12日にavex traxよりVHSおよびDVDがリリースされた。

## 解説
浜崎あゆみの初となるドームツアーで、東京ドーム、ナゴヤドーム、大阪ドーム、福岡ドームの4大ドームで行われた。
同年に開場されたばかりだった札幌ドームでは、公演はされなかった。
2024年現在も浜崎あゆみのドームツアーはこれ以降は開催されておらず、浜崎あゆみ自身も当時「ドームは最初で最後にして欲しい、ファンの顔が見えない」と事務所関係者に伝えていたと言う。
2001年12月11日にはドームツアーを記録した写真集「ayumi hamasaki DOME TOUR 2001 HISTORY BOOK」が発売され、同年12月12日にDVDがリリースされた。発売されたDVDには東京ドーム公演（7月7日）が収録されている。
前作同様マルチアングルが導入されており、「UNITE!」を、曲に合わせたステージ設置からツアーミーティングやリハーサル、ライブ開演前などのバックステージを見ることが出来る。

## 曲目
1. Opening
2. evolution
3. Fly high
4. Duty
5. NEVER EVER
6. ℳ
7. A Song for ××
8. SURREAL
9. vogue
10. AUDIENCE
11. SEASONS
12. Endless sorrow

- encore -
1. UNITE!
2. Trauma
3. Boys & Girls
4. Who...

## 参加ミュージシャン
- 浜崎あゆみ：Vocal

バンドメンバー
- エンリケ：Bass
- 野村義男：Guitar
- 小林信吾：Keyboards
- 友成好宏：Keyboards
- 阿部薫：Drums

## ayumi hamasaki DOME TOUR 2001 HISTORY BOOK
『ayumi hamasaki DOME TOUR 2001 HISTORY BOOK』（アユミ・ハマサキ・ドーム・ツアー・2001・ヒストリー・ブック）は、2001年12月11日にソニーマガジンズから発売された浜崎あゆみの写真集。

### 解説
写真集としては、前作『A Book』より約2年ぶりの発売。
本作では、2001年に行われた浜崎あゆみ初のドームツアー「ayumi hamasaki DOME TOUR 2001」の4大ドーム8公演のステージやリハーサル、打ち上げ風景などを収録。また、撮影は熊澤透、文章は藤井美保が手がけている。